# Listă de filme britanice din 1966
Aceasta este o listă de filme britanice din 1966:

## Lista
| Titlu                                          | Regizor                        | Distribuție                                                       | Gen                   | Note |
| ---------------------------------------------- | ------------------------------ | ----------------------------------------------------------------- | --------------------- | --- |
| After the Fox                                  | Vittorio De Sica               | Peter Sellers, Britt Ekland                                       | Comedy                | Co-production with Italy                                                                                           |
| Alfie                                          | Lewis Gilbert                  | Michael Caine, Shelley Winters, Millicent Martin, Vivien Merchant | Comedy                | Number 33 in the list of BFI Top 100 British films and won the Jury Special Prize at the 1966 Cannes Film Festival |
| Alice in Wonderland                            | Jonathan Miller                | Peter Sellers                                                     | Fantasy               | |
| Blowup                                         | Michelangelo Antonioni         | David Hemmings, Vanessa Redgrave, Sarah Miles                     | Mystery               | Number 60 in the list of BFI Top 100 British films; Palme d'Or winner                                              |
| The Blue Max                                   | John Guillermin                | George Peppard, Ursula Andress                                    | World War I drama     | |
| Born Free                                      | James H. Hill                  | Virginia McKenna, Bill Travers                                    | Biopic                | |
| The Brides of Fu Manchu                        | Don Sharp                      | Christopher Lee, Douglas Wilmer                                   | Thriller              | |
| Carry On Screaming!                            | Gerald Thomas                  | Jim Dale, Harry H. Corbett                                        | Comedy                | |
| Cul-de-sac                                     | Roman Polanski                 | Donald Pleasence, Françoise Dorléac, Lionel Stander               | Thriller              | Won the Golden Bear at Berlin                                                                                      |
| Daleks – Invasion Earth: 2150 A.D.             | Gordon Flemyng                 | Peter Cushing, Bernard Cribbins                                   | Sci-Fi                | |
| Dateline Diamonds                              | Jeremy Summers                 | Small Faces, The Chantelles, Kiki Dee                             | Music                 | |
| The Deadly Affair                              | Sidney Lumet                   | James Mason, Harry Andrews, Simone Signoret, Maximilian Schell    | Spy                   | Based on John le Carré's novel                                                                                     |
| The Deadly Bees                                | Freddie Francis                | Suzanna Leigh, Guy Doleman, Frank Finlay                          | Horror                | |
| Death Is a Woman                               | Frederic Goode                 | Trisha Noble, Mark Burns, Shaun Curry                             | Mystery               | |
| Discotheque Holiday                            | Douglas Hickox, Vincent Scarza | Jon Anderson, Tony Anderson                                       | Musical               | |
| Doctor in Clover                               | Ralph Thomas                   | Leslie Phillips, Joan Sims                                        | Comedy                | |
| Don't Look Now, We're Being Shot At            | Gérard Oury                    | Bourvil, Terry-Thomas                                             | War-comedy            | Anglo-French co-production                                                                                         |
| Don't Lose Your Head                           | Gerald Thomas                  | Sid James, Jim Dale                                               | Comedy                | |
| Dracula: Prince of Darkness                    | Terence Fisher                 | Christopher Lee, Barbara Shelley                                  | Horror                | |
| Eye of the Devil                               | J. Lee Thompson                | Deborah Kerr, David Niven                                         | Horror                | |
| Fahrenheit 451                                 | François Truffaut              | Julie Christie, Oskar Werner                                      | Futuristic drama      | Based on the Ray Bradbury novel                                                                                    |
| The Family Way                                 | Roy Boulting                   | Hayley Mills, Hywel Bennett                                       | Drama                 | |
| The Fighting Prince of Donegal                 | Michael O'Herlihy              | Peter McEnery, Susan Hampshire                                    | Adventure             | Co-production with the United States                                                                               |
| Finders Keepers                                | Sidney Hayers                  | Cliff Richard, Bruce Welch                                        | Musical               | |
| Funeral In Berlin                              | Guy Hamilton                   | Michael Caine, Guy Doleman, Oskar Homolka                         | Spy thriller          | Based on Len Deighton's novel                                                                                      |
| A Funny Thing Happened on the Way to the Forum | Richard Lester                 | Zero Mostel, Phil Silvers, Michael Crawford                       | Comedy                | |
| Georgy Girl                                    | Silvio Narizzano               | Lynn Redgrave, James Mason                                        | Drama                 | Entered into the 16th Berlin International Film Festival                                                           |
| The Great St Trinian's Train Robbery           | Sidney Gilliat, Frank Launder  | Frankie Howerd, Reg Varney                                        | Comedy                | |
| The Hand of Night                              | Frederic Goode                 | William Sylvester, Diane Clare                                    | Thriller              | |
| Hotel Paradiso                                 | Peter Glenville                | Alec Guinness, Gina Lollobrigida                                  | Comedy                | |
| I Was Happy Here                               | Desmond Davis                  | Sarah Miles, Cyril Cusack                                         | Drama                 | |
| Invasion                                       | Alan Bridges                   | Edward Judd, Valerie Gearon                                       | Sci-fi                | |
| Island of Terror                               | Terence Fisher                 | Edward Judd, Peter Cushing                                        | Horror                | |
| It Happened Here                               | Kevin Brownlow, Andrew Mollo   | Pauline Murray, Sebastian Shaw                                    | Drama                 | |
| Judith                                         | Daniel Mann                    | Sophia Loren, Peter Finch                                         | Drama                 | Co-production with Israel and the United States                                                                    |
| Kaleidoscope                                   | Jack Smight                    | Warren Beatty, Susannah York                                      | Crime drama           | |
| Khartoum                                       | Basil Dearden                  | Laurence Olivier, Charlton Heston                                 | Historical drama      | |
| Mademoiselle                                   | Tony Richardson                | Jeanne Moreau, Ettore Manni, Keith Skinner                        | Romance/drama         | |
| A Man Could Get Killed                         | Ronald Neame/ Cliff Owen       | James Garner, Melina Mercouri, Sandra Dee                         | Comedy/thriller       | |
| A Man for All Seasons                          | Fred Zinnemann                 | Paul Scofield, Wendy Hiller, Leo McKern, Orson Welles             | Historical drama      | Winner of six Academy Awards, entered into the 5th Moscow International Film Festival                              |
| Modesty Blaise                                 | Joseph Losey                   | Monica Vitti, Terence Stamp, Dirk Bogarde                         | Spy                   | Entered into the 1966 Cannes Film Festival                                                                         |
| Morgan!                                        | Karel Reisz                    | David Warner, Vanessa Redgrave, Robert Stephens                   | Drama                 | |
| Naked Evil                                     | Stanley Goulder                | Basil Dignam, Anthony Ainley                                      | Horror                | |
| One Million Years B.C.                         | Don Chaffey                    | Raquel Welch John Richardson                                      | Prehistoric adventure | |
| Our Man in Marrakesh                           | Don Sharp                      | Tony Randall, Senta Berger                                        | Comedy                | |
| The Plague of the Zombies                      | John Gilling                   | André Morell, Diane Clare, Jacqueline Pearce                      | Horror                | |
| The Psychopath                                 | Freddie Francis                | Patrick Wymark, Margaret Johnston                                 | Mystery               | |
| The Quiller Memorandum                         | Michael Anderson               | George Segal, Senta Berger, Alec Guinness, Max von Sydow          | Spy thriller          | Based on Adam Hall's novel; nominated for three BAFTAs                                                             |
| Rasputin, the Mad Monk                         | Don Sharp                      | Christopher Lee, Barbara Shelley                                  | Horror                | |
| The Reptile                                    | John Gilling                   | Noel Willman, Jennifer Daniel                                     | Horror                | |
| Run with the Wind (1966 film)                  | Lindsay Shonteff               | Francesca Annis, Sean Caffrey                                     | Drama                 | [ 1 ] |
| The Sandwich Man                               | Robert Hartford-Davis          | Michael Bentine, Dora Bryan, Harry H. Corbett                     | Comedy                | |
| Sky West and Crooked                           | John Mills                     | Hayley Mills                                                      | Romantic drama        | |
| The Spy with a Cold Nose                       | Daniel Petrie                  | Laurence Harvey, Daliah Lavi                                      | Comedy                | |
| That Riviera Touch                             | Cliff Owen                     | Eric Morecambe, Ernie Wise                                        | Comedy                | |
| They're a Weird Mob                            | Michael Powell                 | Walter Chiari, Claire Dunne, Chips Rafferty                       | Adventure/comedy      | Filmed in Australia                                                                                                |
| Thunderbirds Are Go                            | David Lane                     | Peter Dyneley, Sylvia Anderson                                    | Sci-fi                | |
| The Trap                                       | Sidney Hayers                  | Oliver Reed, Rita Tushingham                                      | Action                | |
| Triple Cross                                   | Terence Young                  | Christopher Plummer, Romy Schneider, Gert Fröbe                   | Spy/thriller          | |
| The Trygon Factor                              | Cyril Frankel                  | Stewart Granger, Susan Hampshire                                  | Thriller              | British German co-production                                                                                       |
| The Uncle                                      | Desmond Davis                  | Rupert Davies, Brenda Bruce                                       | Drama                 | |
| Where the Bullets Fly                          | John Gilling                   | Tom Adams, Dawn Addams                                            | Espionage             | |
| Who Killed the Cat?                            | Montgomery Tully               | Mary Merrall, Ellen Pollock                                       | Mystery               | |
| The Witches                                    | Cyril Frankel                  | Joan Fontaine, Alec McCowen, Kay Walsh                            | Horror                | |
| The Wrong Box                                  | Bryan Forbes                   | John Mills, Ralph Richardson, Michael Caine                       | Comedy                | |